# Medveje
Medveje is een plaats in de gemeente Buzet in de Kroatische provincie Istrië. De plaats telt 32 inwoners (2001).